# 颱風反坦克導彈
颱風反坦克導彈(Toophan 波斯語：‎)為伊朗製單兵反戰車武器，吸收了美國拖式飛彈和俄羅斯武器部分科技，除了自用還銷往中東多國和北韓。
彈頭可以貫穿550mm鋼板，對於多數冷戰時期主戰坦克有殺傷力，但對於爆炸反應裝甲有可能被擋下，射程3,850m。